# Madinani (département)
Le département de Madinani est un département de Côte d'Ivoire. 

## Géographie
Le département de Madinani fait partie de la région du Kabadougou, frontalière du Mali et de la Guinée. Il comprend trois sous-préfectures (Fengolo, N'Goloblasso et Madinani) avec un total d'environ 33 villages, campements et villes dans le département. Madinani se situe à 850 km d’Abidjan, la capitale économique et la plus grande ville du pays et à 500 km de Yamoussoukro, la capitale politique.